# Pfarrkirche Rudersdorf
Die römisch-katholische Pfarrkirche Rudersdorf in der Ortsmitte der Gemeinde Rudersdorf (ungarisch: Radafalva) im Bezirk Jennersdorf im Burgenland ist dem hl. Florian geweiht und gehört zum Dekanat Jennersdorf.

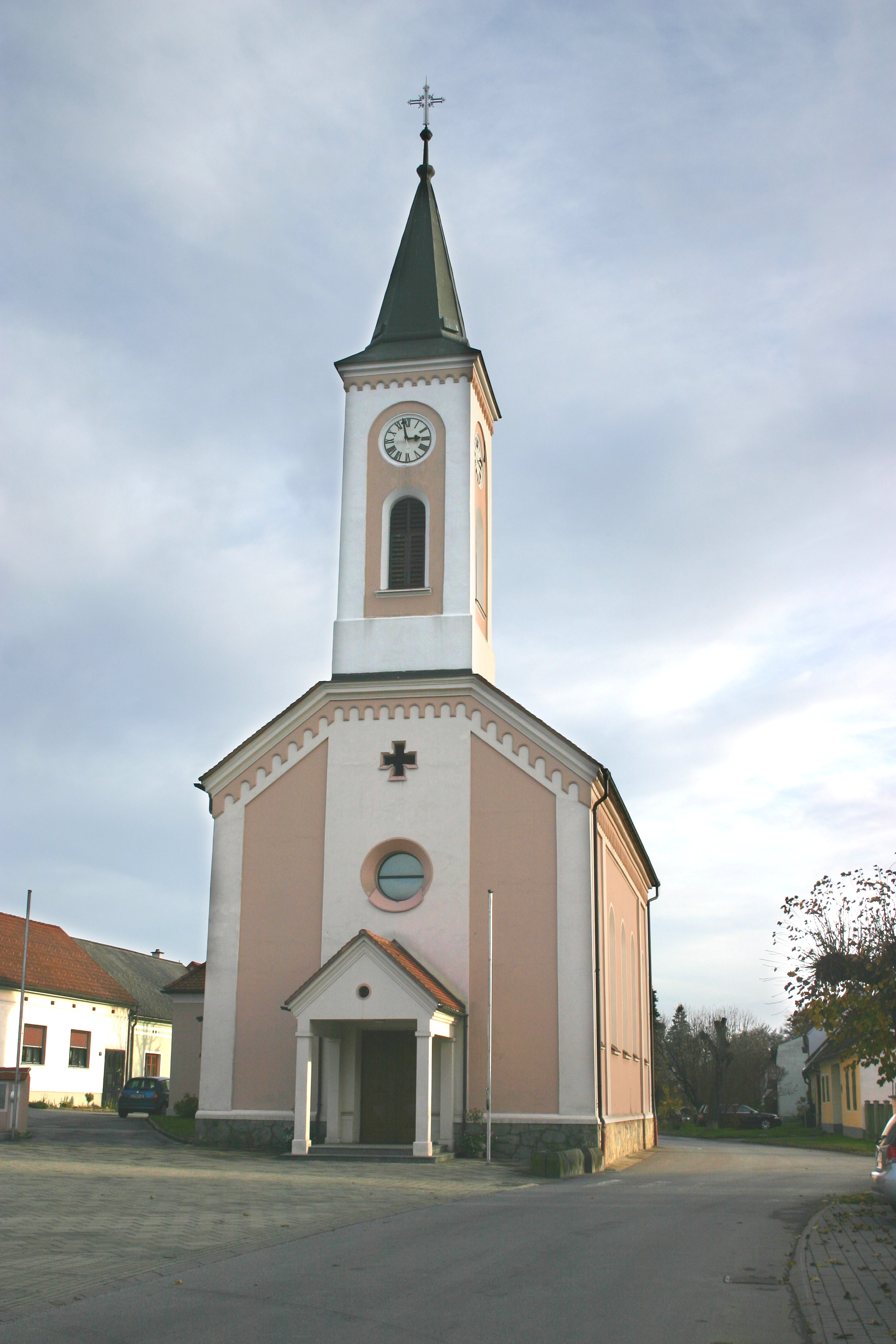
Kirche in Rudersdorf

## Geschichte

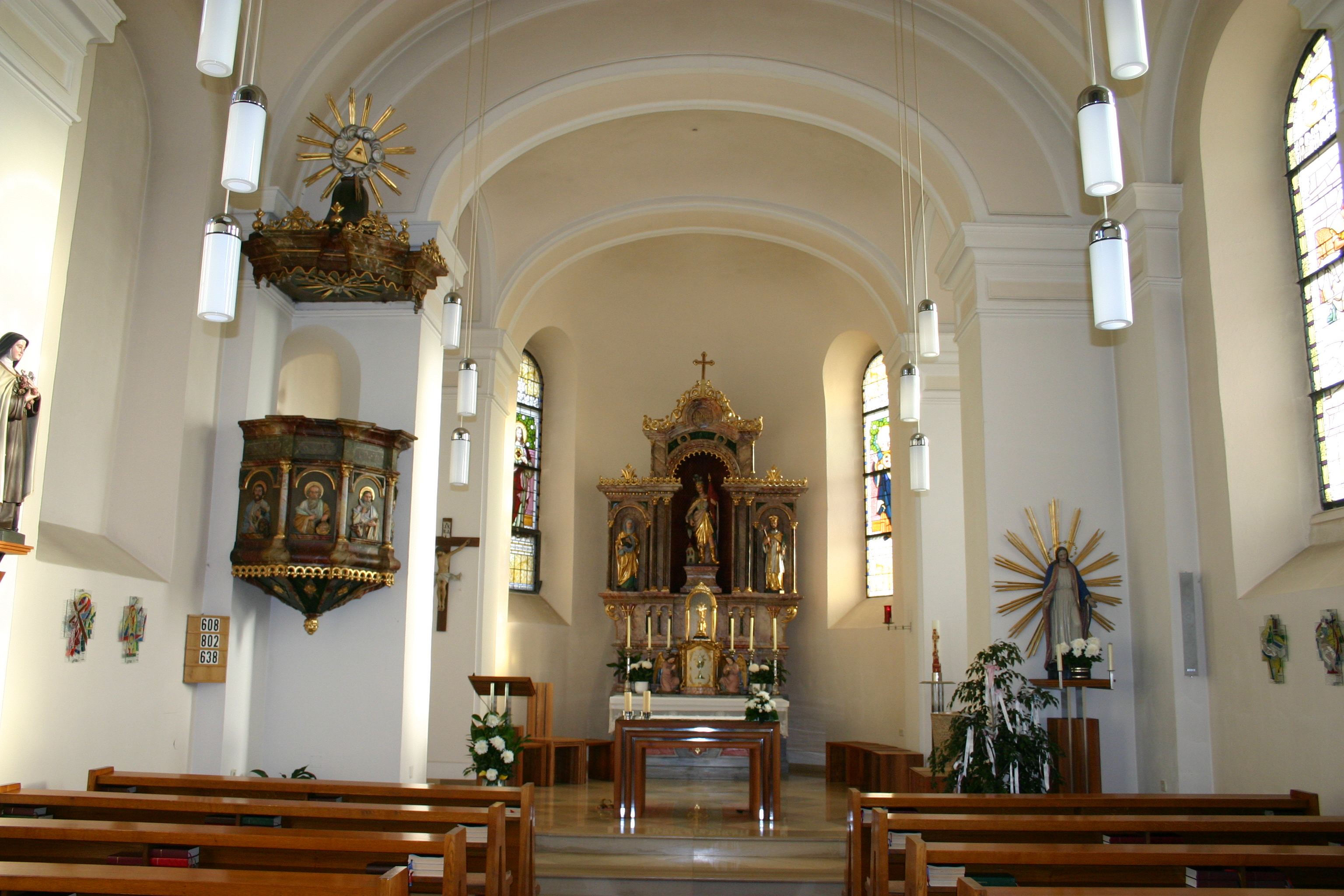
Kirche in Rudersdorf Innenansicht

Die heutige Kirche wurde im Jahr 1862 errichtet. 1928 wurde sie zur Pfarrkirche erhoben. Eine Renovierung erfolgte im Jahr 1975.

## Architektur und Ausstattung
Die Kirche ist ein einfacher Saalbau. Er ist einschiffig und hat eine eingezogene halbrunde Apsis. 
Der Turm im Norden des Baues hat einen Spitzhelm. 
Das Schiff ist dreijochig und hat schmale Querplatzgewölbe zwischen Gurten, die auf Pilastern ruhen.
Die Einrichtung ist neoromanisch und stammt vom Ende des 19. Jahrhunderts. Die Orgel aus 1907 mit 7 Registern wurde von den Gebrüder Rieger/Jägerndorf gebaut.